# 托马斯·约翰松 (帆船运动员)
托马斯·约翰松（瑞典語：Thomas Johanson，1969年6月3日—），芬兰男子帆船运动员。他曾代表芬兰参加1996年、2000年和2004年夏季奥林匹克运动会帆船比赛，其中在2000年奥运会联同于尔基·耶尔维获得男子双人艇49人型金牌。